# Бар'єр (підприємство)
Державне підприємство «Бар'єр» (ДП «Бар'єр») — було створено в 2001 році для обслуговування хвостосховищ радіоактивних відходів (РАВ), що утворилися від переробки уранової руди на Придніпровському хімічному заводі, що в період з 1949 по 1991 рік переробляв доменний шлак, урановмісні концентрати та уранову руду.
Підприємство здійснює свою господарську діяльність на підставі наказу Міністерства палива та енергетики України від 13 грудня 2000 року № 562 та є відповідальним за виконання заходів Державної цільової екологічної програми приведення в безпечний стан уранових об'єктів виробничого об'єднання «Придніпровський хімічний завод», затвердженої постановою Кабінету Міністрів України від 30 вересня 2009 року № 1029.

## Історія створення
Історія створення ДП «Бар'єр» пов'язана з багаторічною діяльністю виробничого об'єднання Придніпровський хімічний завод (ВО «ПХЗ»).
Реструктуризація ВО «ПХЗ», проведена після припинення його діяльності з переробки уранових руд, привела до утворення понад 10 різних спеціалізованих підприємств — ДП «Смоли», ДНВП «Цирконій», ДП «ПГМЗ», ДП «ПХЗ», ДП «Поліхім» та ін. Діяльність більшості з цих підприємств не пов'язана з переробкою уранових руд та стосується іншої господарської діяльності. На даний час розподіл об'єктів на території колишнього ВО «ПХЗ» не враховує особливості їх розташування, рівня і характеру радіоактивного забруднення, технічного стану і негативного впливу накопичених відходів переробки уранових руд на навколишнє середовище та здоров'я працюючих там людей.
Тож, створення ДП «Бар'єр» в 2001 році було зумовлено необхідністю обслуговування хвостосховищ радіоактивних відходів (РАВ), приведення в екологічно безпечний стан і забезпечення захисту населення від шкідливого впливу небезпечних об'єктів ВО «ПХЗ».
У 2003 році створено Державну програму «Приведення небезпечних об'єктів виробничого об'єднання „Придніпровський хімічний завод“ в екологічно безпечний стан і забезпечення захисту населення від шкідливого впливу іонізуючого випромінювання на 2005–2014 роки» (Постанова КМУ від 26.11.2003 р. № 1846), в 2008 році Розпорядженням КМУ затверджено план першочергових заходів вирішення екологічних проблем Дніпродзержинська.
У 2014 році директором ДП «Бар'єр» став Плєшаков Андрій Олександрович

## Діяльність
Головними завданнями ДП «Бар'єр» є здійснення рекультиваційно-відновлювальних робіт на радіоактивно-забруднених територіях, поводження з відходами переробки уранових руд та обладнанням, забрудненим радіонуклідами природного походження, поводження з джерелами іонізуючого випромінювання та радіоактивними відходами на підставі чинного законодавства України (Закони України «Про використання ядерної енергії та радіаційну безпеку», «Про поводження з радіоактивними відходами», «Про видобування і переробку уранових руд», «Про захист людини від впливу іонізуючого випромінювання», «Про охорону навколишнього природного середовища» та інші).
Основними напрямками діяльності підприємства є: експлуатація хвостосховищ відходів переробки уранових руд, виведення хвостосховищ із експлуатації, проведення регламентних робіт на хвостосховищах; дезактивація будівель, споруд, обладнання на території; проведення радіаційного контролю, радіаційний моніторинг навколишнього природного середовища, поводження з джерелами іонізуючого випромінювання та інші.
На сьогоднішній день підприємство має атестовану вимірювальну лабораторію радіаційного контролю та моніторингових досліджень, яка може виконувати послуги з радіаційного контролю радіонуклідів з радіохімічними виділеннями.

## Екологія
На території підприємства та за його межами утворено сім хвостосховищ («Західне», «Центральний Яр», «Південно-східне», «Дніпровське», «Сухачівське» (перша та друга секції) та «Лантанова фракція»), два сховища відходів уранового виробництва («ДП-6» та «База С») і цех для отримання окису-закису урану з азотнокислих розчинів (будівля N 103). У хвостосховищах накопичено до 42 млн тонн відходів переробки уранових руд (відходи-хвости).
Загальна площа хвостосховищ — 2,43 млн, а сховищ відходів уранового виробництва — 0,25 млн кв. метрів.
Підприємство здійснює повномасштабне обстеження цих об'єктів, виконання невідкладних заходів щодо запобігання виникнення радіаційних аварій та зменшення дозового навантаження на населення, а також створення сучасної системи радіаційного моніторингу.